# Ма Шенкунь
Ма Шенкунь (1969, Цінчжоу) (кит.: 马升琨; англ. Ma Shengkun) — китайський дипломат. Надзвичайний і Повноважний Посол КНР в Україні (з 2024)

## Життєпис
Народився у квітні 1969 року в місті Цінчжоу. Отримав диплом бакалавра мистецтв та права. Ма Шенгкунь закінчив Чанвейський педагогічний коледж, Яньтайський педагогічний університет і Китайський університет закордонних справ.
Дипломатичну службу розпочав у Міжнародному департаменті Міністерства закордонних справ, згодом працював у Постійному представництві в Женеві та Департаменті контролю над озброєннями Міністерства закордонних справ. Він працював радником і головним діловодом Постійного представництва у Відні, був також радником Департаменту контролю над озброєннями Міністерства закордонних справ.. У 2019 році його підвищили до заступника директора Департаменту контролю над озброєннями Міністерства закордонних справ Китаю.
З листопада 2024 року — Надзвичайний і Повноважний Посол КНР в Україні.
21 листопада 2024 вручив копії вірчих грамот Заступнику міністра закордонних справ України Євгену Перебийносу.
23 грудня 2024 року — вручів вірчі грамоти Президенту України Володимиру Зеленському